# Derivació de les funcions trigonomètriques
| Funció                     | Derivada                                      |
| -------------------------- | --------------------------------------------- |
| {\displaystyle \sin(x)}    | {\displaystyle \cos(x)}                       |
| {\displaystyle \cos(x)}    | {\displaystyle -\sin(x)}                      |
| {\displaystyle \tan(x)}    | {\displaystyle \sec ^{2}(x)}                  |
| {\displaystyle \cot(x)}    | {\displaystyle -\csc ^{2}(x)}                 |
| {\displaystyle \sec(x)}    | {\displaystyle \sec(x)\tan(x)}                |
| {\displaystyle \csc(x)}    | {\displaystyle -\csc(x)\cot(x)}               |
| {\displaystyle \arcsin(x)} | {\displaystyle {\frac {1}{\sqrt {1-x^{2}}}}}  |
| {\displaystyle \arccos(x)} | {\displaystyle {\frac {-1}{\sqrt {1-x^{2}}}}} |
| {\displaystyle \arctan(x)} | {\displaystyle {\frac {1}{x^{2}+1}}}          |

La derivació de les funcions trigonomètriques és el procés matemàtic de trobar el ritme al qual una funció trigonomètrica canvia respecte de la variable independent; la derivada de la funció. Les funcions trigonomètriques habituals inclouen les funcions sin(x), cos(x) i tan(x). Per exemple, al derivar f(x) = sin(x), s'està calculant la funció f′(x) tal que dona el ritme de canvi del sin(x) a cada punt x.

## Derivada de la funció sinus
A partir de la definició de la derivada d'una funció f(x):
{\displaystyle f'(x)=\lim _{h\to 0}{f(x+h)-f(x) \over h}}
Per tant, si f(x) = sin(x)
{\displaystyle f'(x)=\lim _{h\to 0}{\sin(x+h)-\sin(x) \over h}}
A partir de la identitat trigonomètrica {\displaystyle \sin(A+B)=\sin(A)\cos(B)+\cos(A)\sin(B)}, es pot escriure
{\displaystyle f'(x)=\lim _{h\to 0}{\sin(x)\cos(h)+\cos(x)\sin(h)-\sin(x) \over h}}
Agrupant els termes en cos(x) i sin(x), la derivada esdevé
{\displaystyle f'(x)=\lim _{h\to 0}{\cos(x)\sin(h)-\sin(x)(1-\cos(h)) \over h}}
Reordenant els termes i el límit s'obté
{\displaystyle f'(x)=\lim _{h\to 0}{\cos(x)\sin(h) \over h}-\lim _{h\to 0}{\sin(x)(1-\cos(h)) \over h}}
Ara com que sin(x) i cos(x) no varien en variar h, es poden treure fora del límit per a obtenir
{\displaystyle f'(x)=cos(x)\lim _{h\to 0}{\sin(h) \over h}-\sin(x)\lim _{h\to 0}{(1-\cos(h)) \over h}}
El valor dels límits
{\displaystyle \lim _{h\to 0}{\sin(h) \over h}\quad {\text{i}}\quad \lim _{h\to 0}{(1-\cos(h)) \over h}}
Són 1 i 0 respectivament. Per tant, si f(x) = sin(x),
{\displaystyle f'(x)=\cos(x)\,}

## Derivada de la funció cosinus
Si f(x) = cos(x)
{\displaystyle f'(x)=\lim _{h\to 0}{\cos(x+h)-\cos(x) \over h}}
A partir de la identitat trigonomètrica {\displaystyle \cos(A+B)=\cos(A)\cos(B)-\sin(A)\sin(B)}, es pot escriure
{\displaystyle f'(x)=\lim _{h\to 0}{\cos(x)\cos(h)-\sin(x)\sin(h)-\cos(x) \over h}}
Operant s'obté
{\displaystyle f'(x)=\lim _{h\to 0}{\cos(x)(\cos(h)-1)-\sin(x)\sin(h)) \over h}}
Com que sin(x) i cos(x) no varien en variar h, es poden treure fora del límit per a obtenir
{\displaystyle f'(x)=cos(x)\lim _{h\to 0}{\cos(h)-1 \over h}-\sin(x)\lim _{h\to 0}{\sin(h) \over h}}
El valor dels límits
{\displaystyle \lim _{h\to 0}{\sin(h) \over h}\quad {\text{i}}\quad \lim _{h\to 0}{(\cos(h)-1) \over h}}
Són 1 i 0 respectivament. Per tant, si f(x) = cos(x),
{\displaystyle f'(x)=-\sin(x)\,}

## Derivada de la funció tangent
A partir de la regla Regla del quocient, segons la qual si la funció que es vol derivar, {\displaystyle f(x)}, es pot escriure com 
{\displaystyle f(x)={\frac {g(x)}{h(x)}}}
i {\displaystyle h(x)} ≠ {\displaystyle 0}, llavors la regla diu que la derivada de {\displaystyle g(x)/h(x)} és igual a:
{\displaystyle {\frac {d}{dx}}f(x)=f'(x)={\frac {g'(x)h(x)-g(x)h'(x)}{[h(x)]^{2}}}}
A partir de la identitat trigonomètrica
{\displaystyle \tan(x)={\sin(x) \over \cos(x)}}
fent
{\displaystyle g(x)=\sin(x)} {\displaystyle g'(x)=\cos(x)}
{\displaystyle h(x)=\cos(x)} {\displaystyle h'(x)=-\sin(x)}
substituint resulta
{\displaystyle f'(x)={\frac {\cos(x)\cos(x)-\sin(x)[-\sin(x)]}{\cos ^{2}(x)}}}
operant
{\displaystyle f'(x)={\frac {\cos ^{2}(x)+\sin ^{2}(x)}{\cos ^{2}(x)}}}
i aplicant les identitats trigonomètriques
{\displaystyle \cos ^{2}(x)+\sin ^{2}(x)=1}
{\displaystyle \sec(x)={\frac {1}{\cos(x)}}}
resulta
{\displaystyle f'(x)=\sec ^{2}(x)}
O bé,
{\displaystyle f'(x)={\frac {\cos ^{2}(x)+\sin ^{2}(x)}{\cos ^{2}(x)}}=1+{\frac {\sin ^{2}(x)}{\cos ^{2}(x)}}=1+\tan ^{2}(x)}

## Derivada de la funció cotangent
Si {\displaystyle f\left(x\right)=\cot \left(x\right)}, com que 
{\displaystyle \cot \left(x\right)={\frac {1}{\tan \left(x\right)}}},
aplicant la Regla de la raó inversa d'una funció resulta:
{\displaystyle D{1 \over f(x)}=-{f'(x) \over f(x)^{2}}}
{\displaystyle {\begin{aligned}f^{'}\left(x\right)&=-{\frac {\sec ^{2}\left(x\right)}{\tan ^{2}\left(x\right)}}\\&=-{\frac {\cos ^{2}\left(x\right)}{\sin ^{2}\left(x\right)}}{\frac {1}{\cos ^{2}\left(x\right)}}\\&=-{\frac {1}{\sin ^{2}\left(x\right)}}\\&=-\csc ^{2}\left(x\right)\end{aligned}}}

## Derivada de la funció secant
Si {\displaystyle f\left(x\right)=\sec \left(x\right)}, com que 
{\displaystyle \sec \left(x\right)={\frac {1}{\cos \left(x\right)}}},
aplicant la Regla de la raó inversa d'una funció resulta:
{\displaystyle D{1 \over f(x)}=-{f'(x) \over f(x)^{2}}}

{\displaystyle {\begin{aligned}f^{'}\left(x\right)&=-{\frac {-\sin \left(x\right)}{\cos ^{2}\left(x\right)}}\\&={\frac {1}{\cos \left(x\right)}}{\frac {\sin \left(x\right)}{\cos \left(x\right)}}\\&=\sec \left(x\right)\tan \left(x\right)\end{aligned}}}

## Derivada de la funció cosecant
Si {\displaystyle f\left(x\right)=\csc \left(x\right)}, com que 
{\displaystyle \csc \left(x\right)={\frac {1}{\sin \left(x\right)}}},
aplicant la Regla de la raó inversa d'una funció resulta:
{\displaystyle D{1 \over f(x)}=-{f'(x) \over f(x)^{2}}}

{\displaystyle {\begin{aligned}f^{'}\left(x\right)&=-{\frac {\cos \left(x\right)}{\sin ^{2}\left(x\right)}}\\&=-{\frac {1}{\sin \left(x\right)}}{\frac {\cos \left(x\right)}{\sin \left(x\right)}}\\&=-\csc \left(x\right)\cot \left(x\right)\end{aligned}}}

## Derivades de les funcions inverses de les funcions trigonomètriques
Les derivades de les funcions inverses es troben fàcilment aplicant la regla de la derivada de la funció inversa. Vegeu la demostració en l'article Derivada de les inverses de les funcions trigonomètriques